# Europium
Europium (opkaldt efter Europa) er det 63. grundstof i det periodiske system, og har det kemiske symbol Eu: Under normale temperatur- og trykforhold optræder dette lanthanid som et forholdsvis blødt (omtrent som bly), sølvhvidt metal der hurtigt iltes ("ruster").

## Kemiske egenskaber
Europium er det mest reaktionsvillige lanthanid, og angribes øjeblikkeligt af atmosfærisk luft: Ved temperaturer mellem 150 og 180 °C antændes stoffet spontant, og brænder med en rød flamme under dannelse af Europium(III)oxid (Eu2O3). Selv når det opbevares under mineralsk olie for at hindre luften adgang, ser man sjældent det rene, ikke-iltede metal. I forbindelse med vand danner det gas-formig brint og det svagt basiske europiumhydroxid.
Mens de fleste andre lanthanider alene optræder med oxidationstrin 3, kan europium indgå med både oxidationstrin 2 og 3, og meget usædvanligt for lanthaniderne synes europium at "foretrække" oxidationstrin 2 frem for 3 som hos de andre lanthanider. Europium i oxidationstrin 2 "opfører" sig i kemisk henseende meget som barium i samme oxidationstrin, da de har næsten ens ionradier.

## Tekniske anvendelser
Europium tilsættes visse glas-sorter til brug i lasere, og bruges i test for Downs syndrom og en række andre medfødte defekter. Stoffets evne til at absorbere neutroner udnyttes i atomreaktorer.
Europiumoxid bruges i vid udstrækning i rollen som det røde "fosfor" i farve-billedrør til "gammeldags" fjernsyn og computerskærme samt i sparepærer. Europiums fluoriscerende egenskaber udnyttes i fremstillingen af fluorescerende glas, og i fluorescerende mønstre på Euro-pengesedler der skal modvirke falskmønteri.

## Historisk
Europium blev første gang konstateret i 1890 af den franske kemiker Paul Émile Lecoq de Boisbaudran, som i spektret for en blanding af samarium og gadolinium fandt spektrallinjer som ikke kunne forklares ud fra de to stoffers spektre. Men æren for opdagelsen af europium tilskrives normalt hans landsmand, Eugène-Antole Demarçay, som i 1896 kom på sporet af stoffet i urene prøver af de dengang nyopdagede samarium, og i 1901 isolerede europium. Året efter lykkedes det at udvinde rent, metallisk europium.

## Forekomst
På grund af stoffets reaktionsvillighed finder man aldrig europium i dets rene, metalliske form i naturen; til gengæld findes det i en lang række mineraler, hvoraf de vigtigste for den kommercielle udvinding af stoffet er monazit og bastnasit: Herfra udvindes flere forskellige sjældne jordarter ved en ionbytnings-proces. Europium er desuden blevet konstateret i spektrene fra Solen samt visse andre stjerner.

## Isotoper
Naturligt forekommende europium består af to stabile isotoper; 151Eu og 153Eu, hvoraf sidstnævnte er den mest udbredte med 52,2 procent. Dertil kender man 35 radioaktive isotoper, hvoraf 150Eu er den mest stabile med en halveringstid på 36,9 år.

## Eksterne links
- Europium, what do cathode ray tubes, "Blue John" and moon rocks have in common? GRRLScientist Arkiveret 12. maj 2014 hos  Wayback Machine.